# Trường Chinh
Trường Chinh (Lunga Marcia in lingua vietnamita), pseudonimo di Đặng Xuân Khu (Xuân Trường, 9 febbraio 1907 – Hanoi, 30 settembre 1988), è stato un politico vietnamita che ricoprì le cariche di segretario generale del Partito dei Lavoratori del Vietnam e di Presidente del Vietnam.

## Biografia
Đặng entrò nel Partito Comunista Indocinese (che si evolse nel Partito Comunista del Vietnam) negli anni '30; forte ammiratore del leader comunista cinese Mao Zedong, assunse lo pseudonimo Trường Chinh proprio in omaggio alla Lunga Marcia dei comunisti cinesi. Entrò presto nel Comitato Centrale del partito, nonché nell'Ufficio Politico.
Nel 1941 Trường divenne segretario generale del Comitato Centrale, secondo solo ad Ho Chi Minh. Dopo che i comunisti presero il potere nel Vietnam del Nord nel 1955, Trường si adoperò per la riforma agraria traendo ispirazione dalle politiche economiche della Repubblica Popolare Cinese. I risultati deludenti della sua riforma, il suo contrasto con altri colleghi del Comitato Centrale e con il Partito Comunista dell'Unione Sovietica, e la rivalità verso il leader emergente Lê Duẩn, portarono alla rimozione di Trường dall'incarico di segretario generale nel 1956; continuò comunque ad essere il "numero 2" del Partito fino al 1958.
Durante il resto della Guerra del Vietnam, Trường rimase un membro influente dell'Ufficio Politico. Fu presidente del comitato permanente dell'Assemblea nazionale dal 1960 al 1981, quando divenne presidente del Consiglio di Stato.
Nel 1986 Trường sfruttò il suo potere (benché largamente cerimoniale) e la sua influenza per raccogliere l'eredità di Lê Duẩn, morto il 10 luglio, come segretario generale. Benché inizialmente apparso come un leader estremamente conservatore, Trường aprì ai riformisti, anche per risolvere la catastrofica situazione dell'economia vietnamita. A dicembre il Congresso del partito elesse il riformatore Nguyễn Văn Linh nuovo segretario generale; Trường fu nominato "consigliere del Comitato Centrale".
Trường rimase capo di Stato fino al 1987, quando si dimise per motivi di salute. Morì l'anno successivo.